# 水磨镇 (汶川县)
水磨镇是位于中国四川省阿坝藏族羌族自治州汶川县南部的一个镇。水磨镇地处岷江支流寿溪河畔，距都江堰市34公里，幅员88.44平方公里。
水磨镇共辖1个居委会，18个行政村，73个村民小组，总人口12000余人，其中农业人口10380人。水磨镇是一个农业大镇，以种、养殖业为主，其中腊肉和土鸡为当地特产。

## 行政区划
水磨镇下辖以下地区：
水磨社区、陈家山村、白石村、白果坪村、高峰村、黄家坪村、连山坡村、大岩洞村、牛塘沟村、衔凤岩村、大槽头村、黑土坡村、寨子坪村、老人村、马家营村、茅坪子村、灯草坪村、刘家沟村和郭家坝村。

## 地理
水磨镇地处亚热带盆周山区，气候湿润，年降雨量充足，自然、旅游资源丰富。

## 旅游业
- 黄龙庙宇 - 都江堰青城山第十八景